# Sapygidae
Los sapígidos (Sapygidae) son una familia de avispas aculeatas solitarias. En general son de color negro con marcas amarillas o blancas de tamaño variable según la especie. Se asemejan a las Tiphiidae, pero son más chicas.
Son cleptoparásitos o parasitoides de abejas. Las hembras depositan sus huevos en los nidos de abejas solitarias y sus larvas devoran tanto las larvas de abejas como el alimento almacenado para ellas.
Es una familia pequeña, sólo se han descrito 80 especies. No se las considera de mayor importancia económica. Sin embargo algunos de sus huéspedes son polinizadores importantes. Tal vez en algunos casos sea necesario controlar el grado de parasitismo. (Peterson et al, 1992).
Son de distribución mundial excepto en Australia.
Se han encontrado sapígidos fósiles en el ámbar báltico del Eoceno superior. (Brischke, 1886).

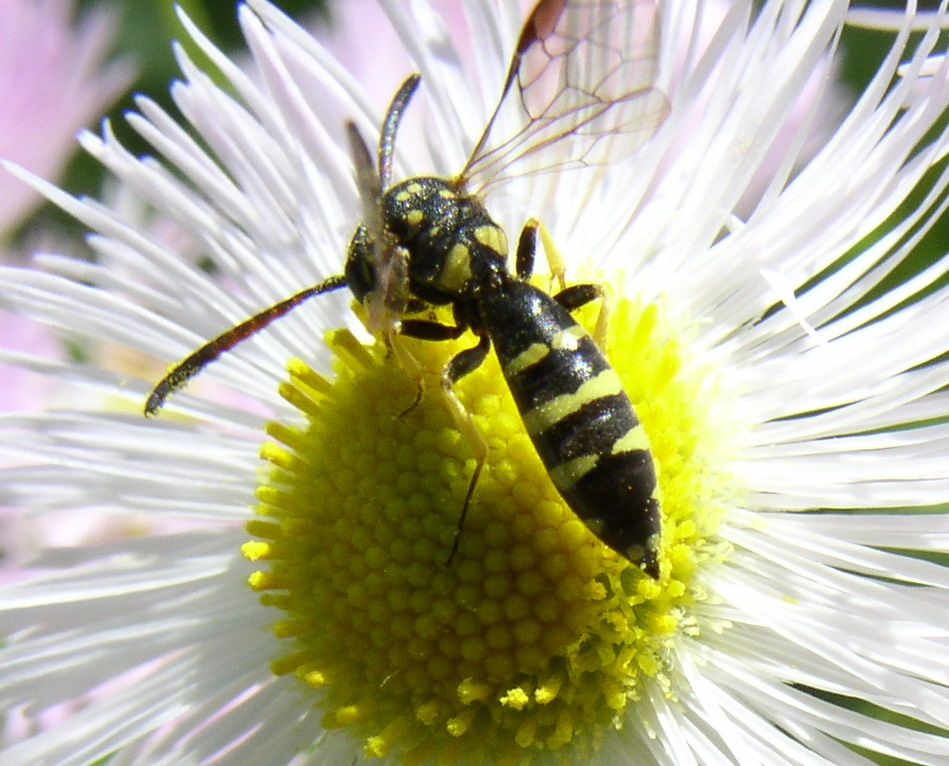
Sapyga centrata